# Matthew Le Nevez
Matthew Le Nevez (aussi appelé Matt) est un acteur australien né le 10 janvier 1979 à Canberra (Australie). Il est notamment connu pour avoir incarné docteur Patrick Reid dans la série télévisée Offspring (en), le détective Brian Dutch dans la série de science-fiction The Kettering Incident (en) et l'agent Cal Isaac dans la série dramatique Absentia.

## Biographie

### Jeunesse
Matt naît à Canberra en 1979 et fréquente l'école franco-australienne Telopea Park School et le St Edmund's College de Canberra avant d'être admis à l'Institut national d'art dramatique australien à l'âge de 17 ans. Il obtient son diplôme en 1999.

### Carrière
Matt commence sa carrière avec un petit rôle dans une série de science-fiction américano-australienne Farscape, suivi d'un rôle dans la série pour adolescents Head Start. En 2002, il apparait dans son premier long métrage Garage Days en incarnant une star de rock addict à la drogue. Il incarne ensuite Aaron Reynolds, complice de Brenden James Abbott (en), dans la mini-série télévisée The Postcard Bandit (en).
En 2003, la carrière de Matthew Le Nevez décolle grâce à son interprétation de Bullet Sheather dans la mini-série de ABC, Marking Time. Il remporte le prix AFI du meilleur acteur dans un rôle secondaire ou d'invité dans un drame ou une comédie en 2004.
En 2005, Matt joue dans son premier film américain, un long métrage Marvel, Man-Thing dans le rôle du shérif Kyle Williams.
En 2004, il participe au film Peaches avec Hugo Weaving et Jacqueline McKenzie, mais c'est son rôle en 2006 du tristement célèbre Mathew Wales (reconnu coupable des meurtres de sa mère et de son beau-père) dans le téléfilm The Society Murders qui lui vaut les éloges de la critique. Il remporte le prix de l'acteur le plus populaire à la télévision australienne décerné par les Logie Awards en 2006.
Matt joue dans le film australien The Tender Hook. Écrit et réalisé par Jonathan Ogilvie, le film raconte l'histoire d'Iris (Rose Byrne) et d'un triangle amoureux entre son amant anglais espiègle, McHeath et Art (Matt Le Nevez), un jeune boxeur. Le film comprend également son ancien collègue, Hugo Weaving.
Matt apparait en tant que petit ami de Kate (Sibylla Budd) dans la publicité Come Walkabout pour Tourism Australia, réalisé par Baz Luhrmann.
En 2010, il apparait dans Legend of the Seeker : L'Épée de vérité en tant que Léo. En 2011, il devient un acteur régulier de la comédie dramatique produite par Network Ten, Offspring, en tant qu'anesthésiste, Dr Patrick Reid, et continue dans la saison 3 (2012), 4 (2013), et après la mort de son personnage, dans certaines séquences de la saison 5 (2014). Son personnage a été tué en raison de son choix de quitter la série dans le 12e épisode de la quatrième saison, le 7 août 2013. Cette décision est à l'origine d'une vague de contestation de la part des fans de la série.
En 2012, il interprète le rôle de l'ancien joueur de cricket australien Dennis Lillee dans la mini-série Howzat! Kerry Packer's War, qui raconte sa carrière dans le cricket.
En 2014, il joue le rôle de Damien Parer dans le téléfilm Parer's War.
En 2014, bien qu'il ait quitté Offspring pour continuer à jouer aux États-Unis, Matt rejoint le casting de la série australienne Love Child.
En juillet 2014, il annonce qu'il sera covedette dans la série dramatique The Kettering Incident,.
En 2016, il joue dans Brock, une mini-série de Network Ten, ou il incarne une légende australienne de la course automobile, Peter Brock.

### Vie privée
En 2014, Matt et sa compagne Michelle Smith mettent au monde leur fils, Levi Le Nevez.
Matt est un fervent supporter du Richmond Football Club, de l'Australian Football League et des Canberra Raiders de la National Rugby League.

## Filmographie

### Cinéma
- 2002 : Garage Days : Tobey
- 2004 : Peaches : Brian
- 2005 : A Family Legacy (court métrage) : batteur néo-zélandais
- 2005 : Man-Thing : Sheriff Kyle Williams
- 2005 : Feed : Nigel
- 2006 : Emulsion (court métrage)
- 2007 : What They Don't Know (court métrage) : Stan
- 2008 : The Tender Hook (en) : Art Walker
- 2011 : Deserted (court métrage) : petit ami
- 2017 : Australia Day : détective Mitchell Collyer

### Télévision
- 2000 : Farscape (épisode : My Three Crichtons) : Cavemen Crichton
- 2001 : Talents and Co (3 épisodes) : Terry Vaughan
- 2001 : All Saints (épisode : Law of the Jungle) : Andy Barton
- 2002 : MDA (4 épisodes) : Sam Livingstone
- 2003 : White Collar Blue (en) (1 épisode) : Larry Drevo
- 2003 : The Postcard Bandit (en) : Aaron Reynolds
- 2003 : Marking Time (en) : Bullet Sheater
- 2004 : Blue Heelers (en) (épisode : Reasonable Doubt : Live) : Matt Procter
- 2004 : Love My Way (en) (épisode : Spin Cycle) : Jai
- 2006 : The Society Murders : Matthew Wales
- 2007 : Sea Patrol (épisode : What Lies Beneath) : Jullian Wiseman
- 2010 : Legend of the Seeker : L'Épée de vérité (3 épisodes) : Léo
- 2010 : Cops L.A.C. (en) (épisode : Ghost House) : Ben Ellis
- 2011 à 2016 : Offspring : Patrick Reid
- 2012 : Howzat! Kerry Packer's War (en) : Dennis Lillee
- 2013 : The Glades (épisode : Gallerinas) : Alexanders Barnes
- 2014 : Parer's War : Damien Parer
- 2015 : The Kettering Incident (en) (8 épisodes) : Brian Dutch
- 2015 : The Lizzie Borden Chronicles ( épisodes) : Bat Masterson
- 2015 : Love Child (8 épisodes) : Jim Marsh
- 2015 : Runner : Adam
- 2016 : Brock : Peter Brock
- 2017 : Unit Zero : Dave Trace
- 2019 : The Widow : Will Mason
- 2019 : Absentia : Cal Isaac

## Distinctions

### Récompenses
- AFI 2004 : Meilleur acteur dans un rôle secondaire ou d'invité dans un drame ou une comédie pour Marking Time (en) ;
- Logie Awards 2007 : Meilleur acteur pour The Society Murders.

### Nominations
- Logie Awards 2013 : Acteur le plus populaire pour Progéniture ;
- Logie Awards 2014 : Acteur le plus populaire.